# P-Funk
P-Funk es el término que se utiliza para describir el tipo de música funk que tocaban los músicos vinculados a George Clinton y al colectivo Parliament/Funkadelic. El P-Funk vivió su punto álgido en los años 70, y todavía tiene cierto seguimiento gracias al sampling.

## Etimología
La etimología del término P-Funk ha sido sujeto de múltiples interpretaciones. Se ha identificado como la abreviatura de "Parliament-Funkadelic", "Pure Funk" o "Plainfield Funk", en referencia a Plainfield, Nueva Jersey, el lugar de origen de la banda original. También es el nombre de una canción del álbum "Mothership Connection".

## Características musicales
Los elementos musicales que caracterizan al P-Funk son:
- Melodías de sintetizador tocadas por teclistas como Bernie Worrell y el ex Ohio Players, Walter Junie Morrison.
- Prominentes y gordas líneas de bajo eléctrico al estilo del bajista Bootsy Collins
- Una sección de viento jazzera y alegre
- Vocales estridentes y muchas veces delirantes en los coros alternadas con partes habladas durante los versos
- La aparición de la voz barítono de Ray Davis, que da un toque especial al juego vocal, como el doo wop pero en ácido.
- Una mezcla de guitarras típicas de funk con otras más propias del hard rock
- Una batería sencilla y poco intrusiva con pocos solos. Frecuentemente apoyada por palmas.
- Letras enfocadas completamente hacia la mitología P-Funk, basada en ufología,sexo, psicodelia y sátira sociopolítica
- Un uso sofisticado de la tecnología de grabación multipistas y de los efectos de estudio (pitch shifting, eco, etc).

## Grupos de P-Funk y músicos
- Bernie Worrell
- Eddie Hazel
- Bootsy Collins / Bootsy's Rubber Band
- Fred Wesley
- Funkadelic
- Garry Shider
- George Clinton
- Glenn Goins
- Maceo Parker
- Michael "Clip" Payne
- Mutiny
- Original P
- Parlet
- Parliament
- Quazar
- Roger Troutman
- The Brides of Funkenstein
- The Horny Horns
- Walter "Junie" Morrison
- Zapp
- The Jack Dynamite Construction

## Influencia
El P-Funk ha influido sobre muchos músicos y contribuyó a generar nuevos estilos, como el electro, el techno o el gangsta rap.